# Thecla otoheba
Thecla otoheba är en fjärilsart som beskrevs av Dyar 1914. Thecla otoheba ingår i släktet Thecla och familjen juvelvingar. Inga underarter finns listade i Catalogue of Life.